# Michel Amoudry
Michel Amoudry, né en 1944 à Rumilly, est un enseignant de mathématique, personnalité politique, membre du conseil municipal d'Annecy, et se définissant comme un « militant » faisant la promotion de l'histoire locale.

## Biographie
Michel Amoudry, en parallèle de son activité d'enseignant de mathématique sur le bassin annécien, a été maire-adjoint d'Annecy entre 1971 et 2001. Il est depuis conseiller municipal depuis mars 2008 de la cité lacustre et vice-président de la Communauté de l'agglomération d'Annecy, avec la charge du logement et de l’aménagement du territoire.
Candidat sur la liste de l'UDF, il entre au conseil régional de Rhône-Alpes et devient vice-président de la région au cours de la mandature 1998-2004.
Militant associatif, il est membre de sociétés savantes locales et notamment président de l'association des Amis du Vieil Annecy. Le 18 avril 2012, il est élu à l'Académie des sciences, belles-lettres et arts de Savoie, avec pour titre académique titulaire résidant,. Il a rédigé deux ouvrages sur la radiodiffusion concernant le général Gustave Ferrié et l'ingénieur René Barthélemy.
Son parcours l'a amené à observer le régionalisme savoyard sur lequel il a écrit un ouvrage : Quel avenir pour la Savoie ?.

## Décorations
Michel Amoudry est :
- Chevalier de l’ordre national du Mérite
- Commandeur dans l’ordre des Palmes académiques

## Ouvrages
- Michel Amoudry, Le général Ferrié et la naissance des transmissions et de la radiodiffusion, Grenoble, Presses universitaires de Grenoble, 1993, 424 p. (ISBN 2-7061-0497-X et 9782706104978)Il a reçu le Prix du Comité d’histoire de la radiodiffusion des mains d’Alain Decaux, de l’Académie Française.
- Michel Amoudry, Georges de Caunes, René Barthélemy ou La grande aventure de la télévision française Presses universitaires de Grenoble, Grenoble, 1997 (ISBN 978-2-7061-0725-2)
- Michel Amoudry, Quel avenir pour la Savoie ?, Éditions Cabedita, Collection « Espace et horizon », 2003, 156 p. (ISBN 978-2-88295-368-1)
- Michel Amoudry, La Savoie, une destinée française : pourquoi ? Comment ?, Annecy, Éditions Le Vieil Annecy, 2010, 319 p. (ISBN 978-2-912008-38-1)